# Stockmann Åbo

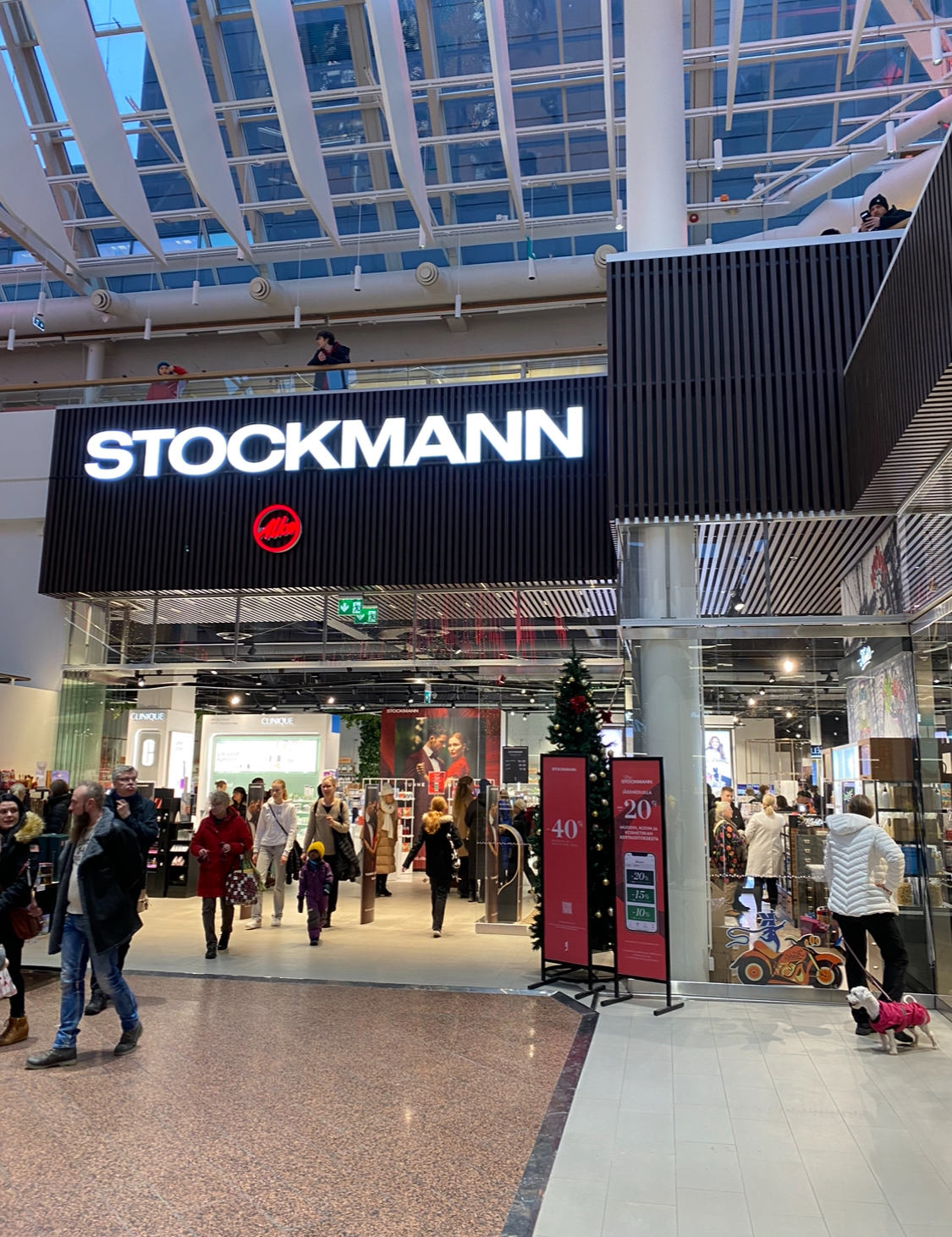
Stockmann Åbo sett från Hansatorget.

Stockmann Åbo (fin. Stockmann Turku) är det näst största varuhuset i Sydvästra Finland. Stockmann Åbo ligger i anslutning till köpcentret Hansa i Åbo centrum med huvudingången från gågatan Universitetsgatan.
I varuhuset finns, förutom Stockmann, en spritbutik Alko och mataffär Food Market Delikatessen. Tidigare fanns det också en frisör, ett kafé, en kiosk, en restaurang och bokhandeln Akademiska Bokhandeln, modebutik One Way och elektronikbutik. Stockmann Åbo öppnade år 1982.
Stockmann Åbo leds av Päivi Itkonen-Melartin som också leder Stockmann Tammerfors.

## Stockmann Åbos våningsplan

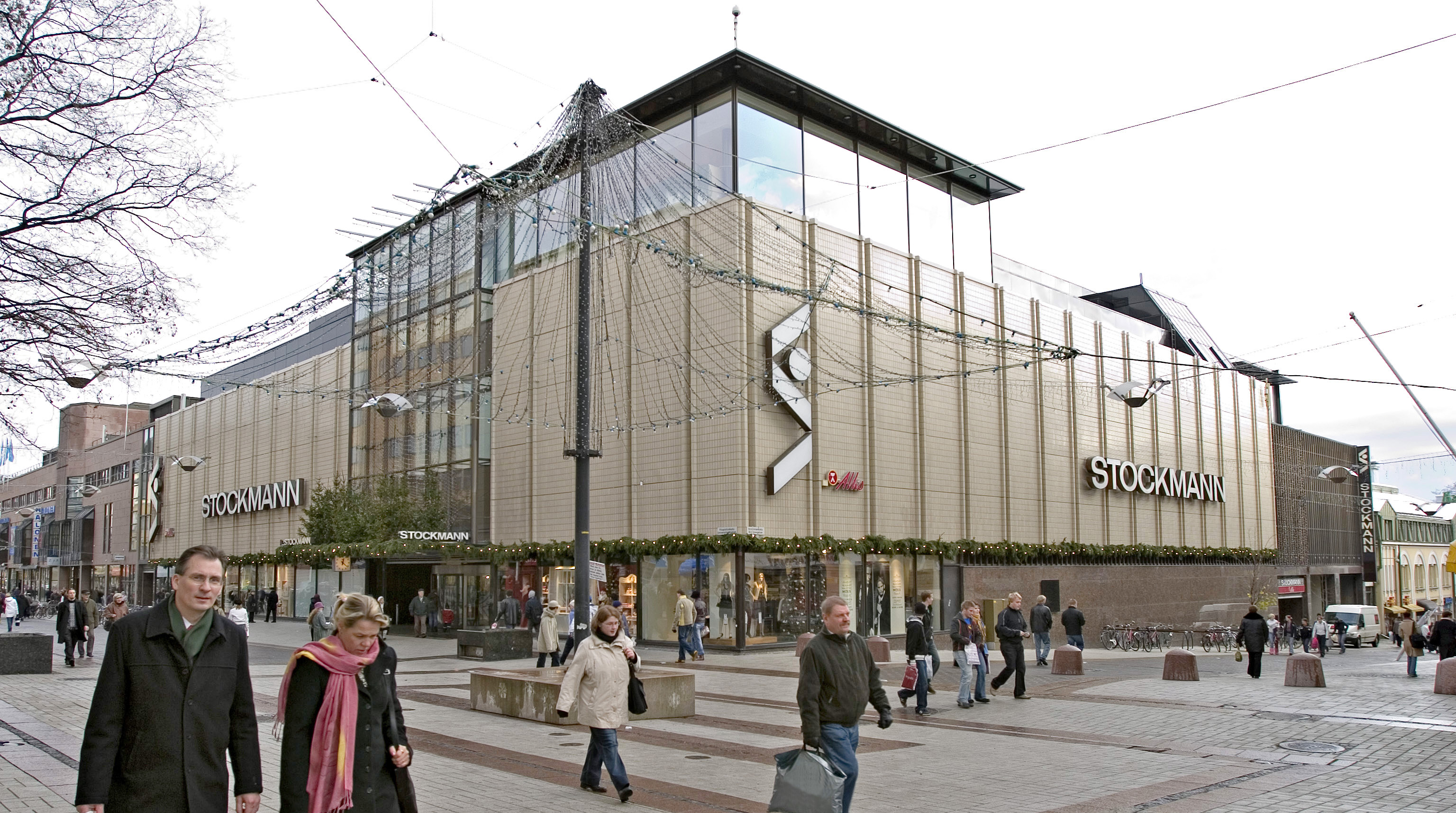
Stockmann Åbo sett från Universitetsgatan.

- Stockmann Åbo sett från Universitetsgatan.Den underjordiska parkeringen har Food Market Delikatessen mataffär och en spritbutik Alko.
- På gatunivån finns blomsterbutik Kukka Fiori, samt kosmetika, väskor och damkläder.
- På andra våningen finns skor, barntillbehör, leksaker, herrkläder och sportutrustning.
- På tredje våningen finns köksredskap, hemtextilier, hushållsutrustning, gåvor, glas och porslin, städning och hushållsartiklar, växter, möbler och sportutrustning. Den tredje våningen har också ett biljettförsäljningskontor och servicepunkt.

## Historia
De första idéerna att öppna ett Stockmannvaruhus i Åbo går tillbaka till 1960-talet. År 1966 köpte Oy Stockmann Ab en tomt i hörnet av Eriksgatan och Brahegatan och byggde grunden till en ny byggnad där. Varuhusets byggnad försenades på grund av arkeologiska utgrävningar och slutligen byggde Stockmann ett varuhus på platsen för det gamla ”City-Sokos”-varuhuset 1982. ”City-Sokos”, ägt av Turun Osuuskauppa (TOK), fanns i lokalerna 1975–1982 .
1986 expanderade butiken. Samma år startades de legendariska Galna Dagarna i Åbos varuhus.
De största renoveringarna och expansionerna av affären gjordes i slutet av 1990-talet och början av 2000-talet. Andra våningen ändrades 1997. Från 1999 till 2000 fick affären totalt 4420 m² mer utrymme, när den första fasen av ett stort expansionsprojekt slutfördes. En ny vindsvåning byggdes, innehållande de tekniska faciliteterna som tidigare fanns på tredje våningen. Det utrymme som tidigare användes av de tekniska anläggningarna kunde nu användas för försäljning. Även ett glastak på toppen av rulltrapporna byggdes. Från 2000 till 2001 avslutades expansionens andra fas, innehållande 560 m² mer utrymme. Stockmann Delikatessen mataffär expanderades under Universitetsgatan gågatan. Efter detta har Stockmann Delikatessen ett totalt område på 2710 m².
Under 2010- och 2020-talen hade Stockmann haft ekonomiska problem. Varuhuskoncern har stängt varuhus i Uleåborg och i Ryssland och ekonomiska problem har också påverkat varuhuset i Åbo. År 2020 ansökte Stockmann om företagssanering och som en del av saneringsplan kommer Stockmanns hyreslokalers yta att minskas. Därför stängdes kaféet och restaurangen i tredje våningen. Tidigare hade Stockmannkoncernen också sålt Akademiska Bokhandeln till Bonnier och Stockmann Delikatessen i Åbo till Turun Osuuskauppa TOK som fortsatte mataffärsverksamhet under namnet Food Market Delikatessen. Också Stockmanns modebutik One Way och sektioner för elektronik och musik har stängts under 2010-talet.

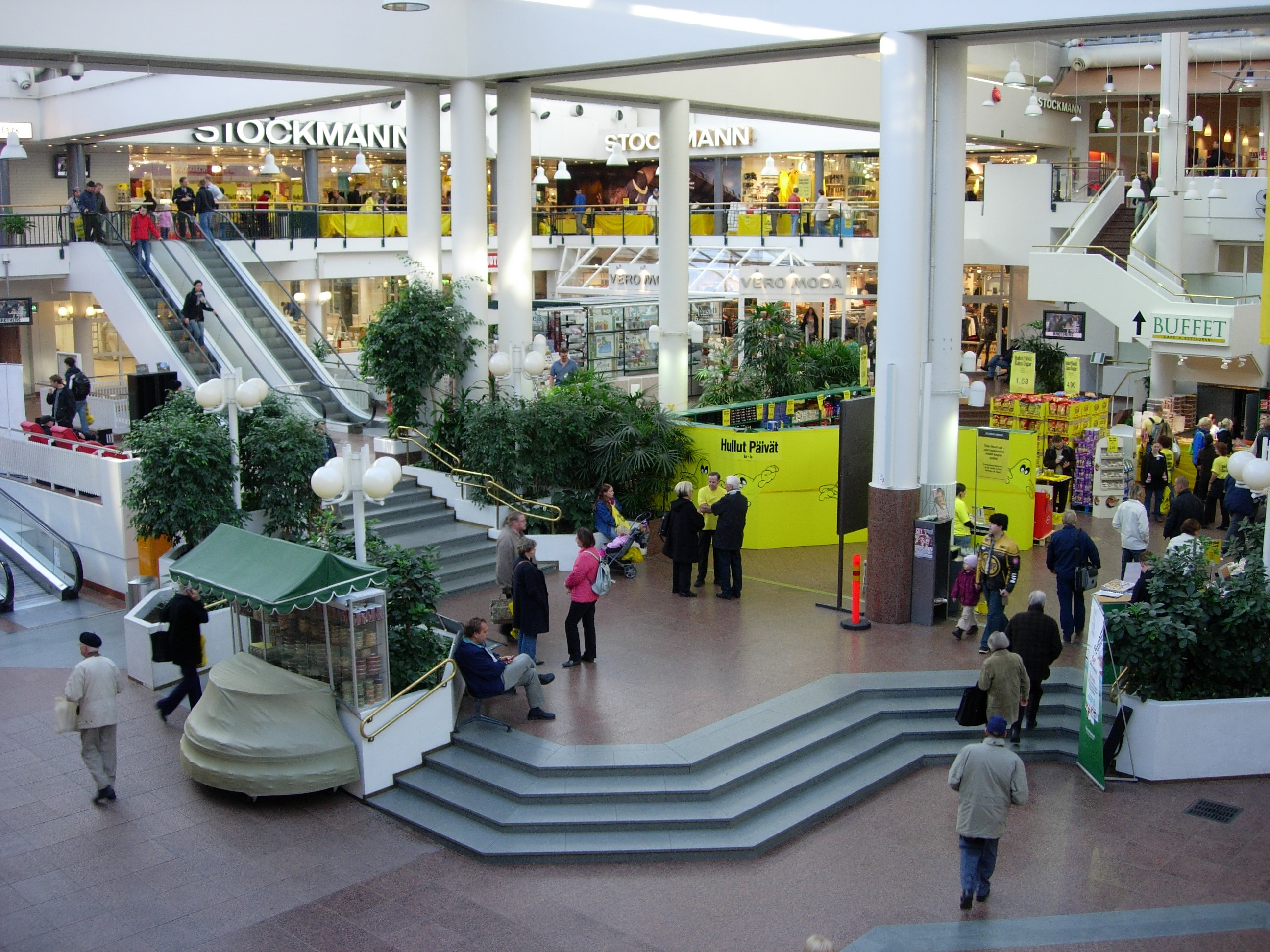
Den akademiska bokhandeln, One Way, elektronikaffär m.m. sett från Hansatorget.